# Marienkirche Tüngental

Chor der Marienkirche um 1907 (1945 zerstört)

Thüngenthal, Evangelische Kirche, drei Glasbilder, um 1435

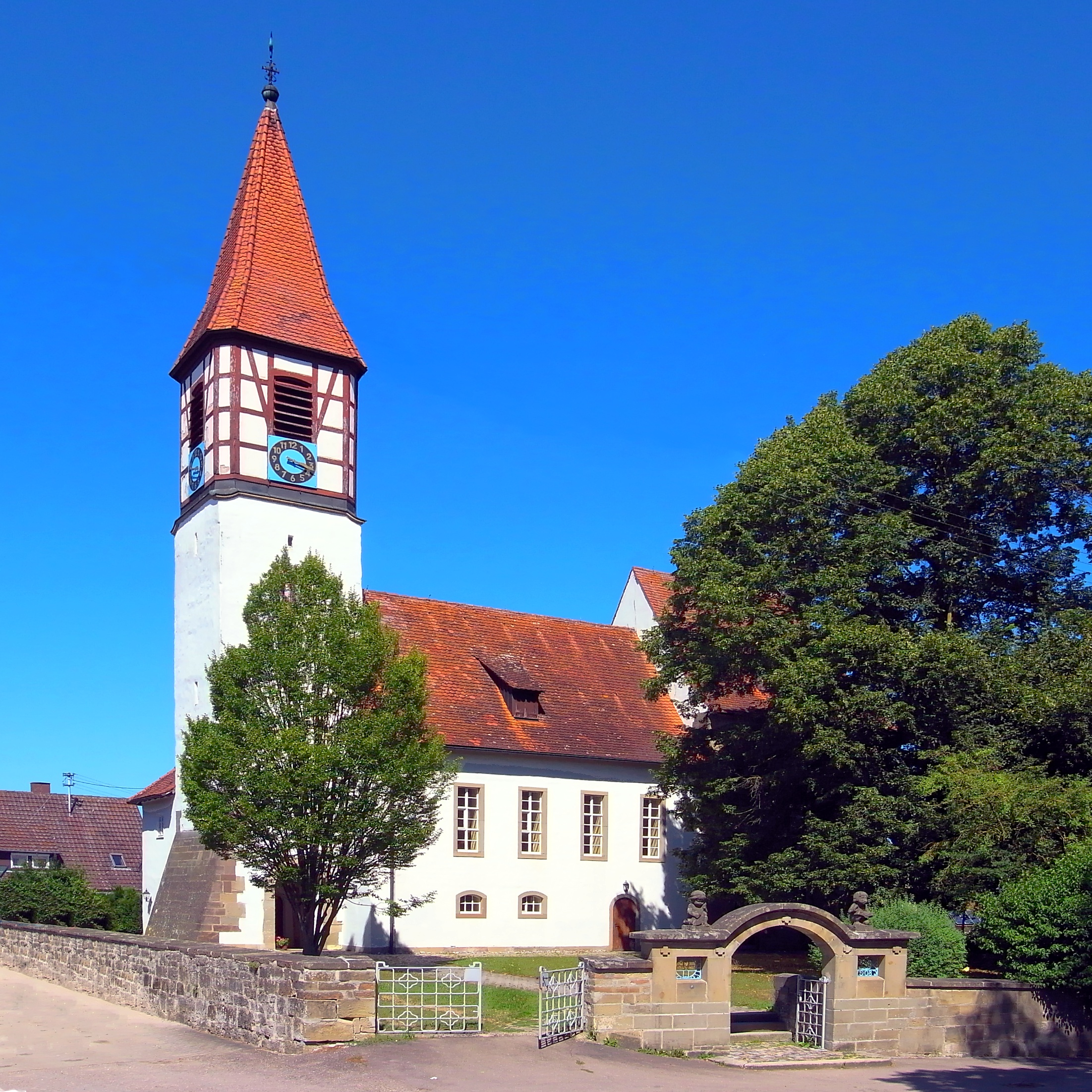
Marienkirche, Blick von Süden

Die Pfarrkirche St. Maria ist ein evangelisches Gotteshaus in Tüngental, einem Stadtteil von Schwäbisch Hall.

## Geschichte
Die Kirche und die Pfarrei wurden 1050 von dem Grafen Emhard von Comburg gestiftet. Die Kirche hieß ursprünglich zum Heiligen Kreuz. Mutterkirche war die Kirche zum heilgen Kreuz in Erlach. Als jedoch eine Wallfahrt zu der im Chor der Kirche befindlichen steinernen Marienstatue „zu der wunderthätigen Maria mit dem Hasen“ im Jahre 1434 einsetzte, erhielt die Kirche die Bezeichnung zur heiligen Maria.

## Architektur
Die ursprünglich romanische Kirche wurde im 15. Jahrhundert im gotischen Stil umgebaut und erhielt einen gotischen Ostchor. Im Schiff wurde ein Kreuzgewölbe eingezogen. Der Turm war in seinem Sockelgeschoss romanisch. Der Chor mit Kreuzrippengewölbe wurde um 1440 erbaut, vermutlich von der Hütte von St. Michael zu Hall.
Zur Ausstattung der Kirche zählte ein spätgotischer geschnitzter Altarschrein, der dem Altar der St. Bartholomäus-Kirche in Anhausen und dem in der Sakristei von St. Michael in Schwäbisch Hall stilistisch verwandt war. 1945 wurde der Sakralbau durch Panzerbeschuss zum größten Teil zerstört, wobei der gotische Altar mit der steinernen Marienfigur mit dem Hasen verloren ging.
Ein Neubau entstand; an der Südseite der neuen Kirche befindet sich heute der Gemeindesaal. 2005 wurde zum Gedenken an die Zerstörung der Marienkirche eine neue Maria mit dem Hasen geschaffen.
Erhalten blieben vier Glasscheiben mit dem Gekreuzigten, Maria, Johannes und einem Wappenrest. Sie stellen Reste von Glasgemälden um 1435 dar:
- Eine Scheibe mit Christus am Kreuz. Der Hintergrund ist blau und gelb gewürfelt mit eingelegten Blättern
- Eine Scheibe mit Maria. Der Hintergrund ist rot und weiß gewürfelt mit eingelegten Blättern
- Eine Scheibe mit Johannes. Der Hintergrund ist rot und weiß gewürfelt mit eingelegten Blättern

Stifter war ein Herr von Vellberg als Kastvogt.
Die Glasmalereien sind stilistisch mit den Glasmalereien von St. Martin in Stöckenburg sowie mit einigen Tafeln in St. Katharina zu Schwäbisch Hall verwandt.